# Sphaerocarpales
Ordre
Les Sphaerocarpales sont un ordre de plantes de la sous-classe des Marchantiidae.

## Liste des familles
Selon BioLib (22 septembre 2020) :
- famille des Riellaceae Engl.
- famille des Sphaerocarpaceae Heeg

Selon Catalogue of Life (22 septembre 2020), ITIS (22 septembre 2020) et Tropicos (22 septembre 2020) :
- famille des Monocarpaceae
- famille des Riellaceae
- famille des Sphaerocarpaceae

Selon Paleobiology Database (22 septembre 2020) :
- genre Aequitriradites